# Kraska krátkoocasá
Kraska krátkoocasá (Cissa thalassina), nebo také kráska malá, je kriticky ohroženým druhem pěvce, který patří mezi endemity západní Jávy v Indonésii.
Rozlišují se dva poddruhy:
- Cissa thalassina jeffreyi
- Cissa thalassina thalassina (kraska krátkoocasá jávská)

## Ohrožení
Druh patří mezi kriticky ohrožené. Největším problém a příčinou úbytku krasek je jejich lov pro asijský obchod s ptáky. Svou roli hraje také ničení pralesů v Indonésii. Ochranou krasek se od roku 2011 zabývá chovná a záchranná stanice Cikananga Conservation Breeding Centre (CCBC) přímo na Jávě. Tento druh se stal také jedním ze čtyř vlajkových pro ochranářskou kampaň Silent Forest (Ztichlý les), zacílené na ochranu vzácných pěvců jihovýchodní Asie.

## Chov v zoo
Zatímco v přírodě pravděpodobně populace dosahuje pouze kolem 50 až 250 jedinců, v zajetí se svého času jednalo o necelých třicet zvířat. V létě 2019 se v lidské péči nacházelo 69 jedinců. V Evropě byly v dubnu 2018 chovány v pěti zoo, včetně Zoo Praha. Ta je v současnosti jedinou kontinentální zoo Evropy, kde je tento druh chován, neboť ostatní zoo se tímto druhem se nacházejí ve Spojeném království. V Evropě se v dubnu 2018 jednalo se o tato zařízení:
- Zoo Praha – od 2015, první odchov 2016
- Zoo Chester – od 2015, první odchov 2016
- Zoo Newquay – od 2018
- Jersey Zoo – od 2015, první odchov 2018
- Waddesdon Manor Aviary, Aylesbury – 2018

V roce 2018 však byl ukončen chov v Aylesbury, naopak v roce 2019 započal chov ve Whipsnade Zoo, tedy další anglické zoo (odchovy z Prahy a Chesteru). Stejný stav stav platil i v březnu 2020.
Historicky byly v Česku chovány také v Zoo Olomouc a Zoo Zlín.

### Chov v Zoo Praha
Historie chovu krasky krátkoocasé jávské v Zoo Praha započala v roce 2015. Do britské Zoo Chester bylo tehdy v rámci mezinárodního záchranného programu dovezeno šest párů, které byly rozmístěny mezi nejúspěšnější chovatele ptáků. Do Prahy putoval jeden ze zmíněných párů. Ptáci pocházejí z indonéské chovné a záchranné stanice Cikananga na Jávě, která je finančně podporována i pražskou zoo. V roce 2016 se v Praze podařil první odchov v evropských zoo – celkem tři mláďata – a zároveň nejpočetnější zdokumentovaná snůška na světě. Na počátku roku 2018 tak v Zoo Praha žili dva samci a tři samice tohoto velmi vzácného jávského endemita. Na jaře 2018 došlo k odchovu mláděte pomocí "maňáska" s typickými znaky, který napodobuje dospělou krasku tak, aby si mládě nevtisklo jako svého rodiče přímo člověka. Tato aktivita zaujala i novináře ve Washington Post. Mládě narozené v roce 2018 bylo na konci července 2019 převezeno do Whipsnade Zoo ve Spojeném království. Tento samec měl být spojen se samicí ze Zoo Chester.
Další mládě se vylíhlo 4. února 2020. Odchov proběhl světově unikátním způsobem: nejprve bylo mládě odchováváno v inkubátoru a krmeno chovateli pomocí maňáska, který imituje vzhled rodičů. Následně bylo mládě přesunuto k rodičům, kteří se o něj začali starat. Jde tedy o "adopci" vlastními rodiči.